# Commelina dekindtiana
Commelina dekindtiana är en himmelsblomsväxtart som beskrevs av Karl Fritsch. Commelina dekindtiana ingår i släktet himmelsblommor, och familjen himmelsblomsväxter. Inga underarter finns listade.